# Natalie Dessay
Pour les articles homonymes, voir Dessaix.
Natalie Dessay, née le 19 avril 1965 à Lyon (Rhône), est une cantatrice française. Soprano spécialisée dans les rôles de colorature, elle est connue pour ses talents de comédienne, sa présence scénique et ses suraigus exceptionnels.
Comédienne de formation, elle compense au début de sa carrière de cantatrice sa technique naissante par l'importance primordiale qu'elle accorde à l'incarnation de ses rôles, à l'opposé de ses collègues de formation plus classique. Sa voix d'une grande facilité dans le suraigu durant la première partie de sa carrière (elle était capable de monter jusqu'au « contre-la ») lui a ouvert les portes des plus grandes maisons d'opéra, dans des rôles secondaires mais spectaculaires comme Olympia des Contes d'Hoffmann de Jacques Offenbach, ou la Reine de la Nuit dans La Flûte enchantée de Mozart mais aussi Blondchen (L'Enlèvement au Sérail), Madame Herz (Der Schauspieldirektor), Zerbinette dans Ariane à Naxos de  Richard Strauss et Adele dans Die Fledermaus de Johann Strauss II.
Elle se consacre ensuite à des premiers rôles plus longs et n'utilisant pas la partie la plus élevée de sa tessiture. Elle a admis à de nombreuses reprises que, ayant commencé relativement tard sa carrière lyrique, elle n'a jamais pu aborder des rôles très complexes sur le plan solfégique, ce qui ne l'empêcha pas d'interpréter des partitions ardues comme Ariadne auf Naxos.
Elle annonce son retrait de la scène lyrique en octobre 2013 pour privilégier des récitals ou des projets musicaux différents, notamment avec Michel Legrand et le pianiste Philippe Cassard.

## Biographie

### Jeunesse et études
De son vrai nom Nathalie Dessaix, elle naît le 19 avril 1965 à Lyon (Rhône), et grandit à Saint-Médard-en-Jalles, près de Bordeaux (Gironde), où elle prend des cours de chant auprès de Madame Saintrais, ancienne choriste dans le Chœur de femmes de Bordeaux qui lui fait partager sa passion de l'art lyrique. C'est au cours de ses études secondaires qu'elle décide de supprimer le « h » de son prénom en hommage à Natalie Wood et conservera cette simplification par la suite.
Elle rêve tout d'abord d'être ballerine puis actrice. Au cours d'une pièce de théâtre, elle interprète un lutin qui fredonne l'air de Pamina dans Le Sicilien ou l'Amour peintre de Molière. Certaines des personnes qui l'entendent lui conseillent de prendre des cours de chant. Elle étudie alors au conservatoire de Bordeaux avec le comédien Gérard Laurent. Elle apprend parallèlement l'allemand, l'art dramatique et le chant. Elle sort en 1985 avec un premier prix du conservatoire de Bordeaux. Elle intègre le chœur du Capitole de Toulouse. Elle remporte plusieurs prix dont celui d'Alès puis retourne à Bordeaux. Elle a trouvé sa voie. Elle sera soliste.
En 1988, elle gagne la première place du concours Voix nouvelles parrainé par France Télécom. L'Opéra de Paris lui ouvre les portes de son École d'art lyrique où elle chante Elisa dans Il re pastore de Mozart. La même année, elle s'inscrit au Concours Mozart organisé par le Staatsoper de Vienne, remporte le premier prix et intègre, en 1993 et pour un an, la prestigieuse troupe de l'opéra viennois.

### Débuts
En avril et mai 1992, aux côtés de José van Dam, elle chante le rôle d’Olympia à l’opéra Bastille dans la production signée Roman Polanski des Contes d'Hoffmann.
En 1993, au sein de la troupe de l'opéra d’État de Vienne, elle chante Blondchen dans L’Enlèvement au sérail de Mozart. Elle remplace ensuite dans le rôle d'Olympia Cheryl Studer, qui devait incarner les trois rôles féminins des Contes d’Hoffmann. En décembre 1993, son interprétation du personnage lui ouvre le cœur du public viennois. La même année, elle chante le rôle dans une mise en scène de Louis Erlo pour l’ouverture de l'opéra de Lyon. Elle interprétera ce rôle huit fois dans huit productions différentes jusqu'en 2001.
En 1994, elle chante le rôle de la Reine de la Nuit dans La Flûte enchantée de Mozart au festival d’Aix-en-Provence sous la direction de William Christie et dans la mise en scène de Robert Carsen ; elle reprendra par la suite le rôle à Lyon, Salzbourg, Vienne et à l'Opéra de Paris en 2000.
L'opéra de Vienne monte à son intention La Femme silencieuse (Die schweigsame Frau) de Richard Strauss et la presse en vain de chanter le rôle-titre de Lulu, l’œuvre inachevée d’Alban Berg. Blondchen de L'Enlèvement au sérail (Mozart) et Zerbinetta (Zerbinette) d’Ariane à Naxos (Richard Strauss) deviennent ses rôles fétiches.
Au mois d’octobre 1994, Dessay fait ses débuts au Metropolitan Opera de New York dans le rôle de Fiakermilli d’Arabella de Strauss. Elle reviendra en septembre 1997 dans le rôle de Zerbinetta d’Ariane à Naxos puis, à nouveau, en février 1998 avec Olympia.
En 1995, elle est, pour la première fois Lakmé dans l'opéra éponyme de Léo Delibes à l’Opéra-Comique. Elle interprète ensuite Eurydice dans Orphée aux enfers d'Offenbach à l'opéra de Lyon aux côtés de son mari, le baryton Laurent Naouri, dans une mise en scène de Laurent Pelly et sous la direction de Marc Minkowski. La même année, elle est Olympia dans la mise en scène d'Alfredo Arias à La Scala de Milan.
En 1996, elle incarne aux côtés de Simon Keenlyside, Ophélie dans l’Hamlet d'Ambroise Thomas au Grand Théâtre de Genève, production reprise en 2003 à la Royal Opera House et au grand théâtre du Liceu,. Elle chante le personnage de Titania dans Le Songe d'une nuit d'été (Midsummer Night's Dream) de Benjamin Britten en français, puis une reprise de La Flûte enchantée à l’opéra de Lyon.
En 1997, Natalie Dessay chante au théâtre du Châtelet Le Rossignol d'Igor Stravinsky sous la direction de Pierre Boulez dans une production du jeune metteur en scène Stanislas Nordey. Après un détour par le Met en 1998 où elle interprète Les Contes d'Hoffmann et Ariane à Naxos, sous la direction de James Levine, elle fait ses débuts au Festival de Salzbourg dans le rôle de la Reine de la Nuit. Elle revient sur la scène du Châtelet, la même année, en compagnie de son mari, pour la reprise d’Orphée aux Enfers.
En 1999, elle est Morgana de l’Alcina de Haendel au palais Garnier aux côtés de Renée Fleming et de Susan Graham sous la baguette de William Christie. Toujours au palais Garnier, elle chante Les Indes galantes de Rameau.

### Années 2000
En 2000, Dessay est à nouveau Olympia transformée en poupée en plastique provocante par le metteur en scène Robert Carsen. Elle s’envole pour Vienne pour chanter la Reine de la Nuit au mois de juin 2000, puis à nouveau Olympia dans Les Contes d’Hoffmann au cours de l'été aux Chorégies d'Orange dans la mise en scène de Jérôme Savary.
La saison parisienne 2000-2001 de Natalie Dessay comprend la production viennoise de Die schweigsame Frau (La Femme silencieuse) au Châtelet, ainsi que sa « dernière » Reine de la Nuit en décembre 2000 au palais Garnier.
Au mois de janvier 2001, elle chante Lucia di Lammermoor de Donizetti avant d’enchaîner avec La sonnambula de Bellini à Milan avec Juan Diego Flórez.
En avril 2001, l’artiste est au Capitole de Toulouse pour Hamlet puis du 19 au 28 juin au théâtre du Châtelet. Elle chante La sonnambula à Lausanne et à Bordeaux et, plus tard, à Vienne et Milan, déchaînant les critiques de Sergio Segalini qui s’insurge dans la revue musicale Opera International contre le fait de distribuer ce rôle à une soprano léger.
Elle chante en récital à Gênes le 16 septembre 2001, puis interprète pour la toute première fois Konstanze de L’Enlèvement au sérail du 20 octobre au 5 novembre à Genève avant de reprendre le rôle à New York.

### Problèmes vocaux
Début 2002, Natalie Dessay commence à éprouver des difficultés vocales et doit se faire remplacer pour toutes les représentations de La sonnambula à Vienne et New York. Elle annule plusieurs autres représentations au printemps 2002 dont une version française de Lucia di Lammermoor aux côtés de Roberto Alagna et de Ludovic Tézier à Lyon, un récital à Paris le 14 mars, le rôle de Zerbinetta à Covent Garden, celui d’Olympia, celui de Susanna (Les Noces de Figaro) prévu pour l’été 2002 avec Riccardo Muti ainsi que quelques concerts. Elle s’éloigne de la scène et se fait opérer d’un polype sur une corde vocale au mois de juillet 2002. Elle doit renoncer également à interpréter  les quatre héroïnes des Contes d’Hoffmann avec Marc Minkowski en 2002-2003 à Lausanne (mise en scène de Laurent Pelly), remplacée par Mireille Delunsch pour la création de la nouvelle édition critique de l’œuvre réalisée par le musicologue Jean-Christophe Keck.
Elle revient à la scène le 26 février 2003 pour un concert parisien donné à l'occasion des 10e Victoires de la musique classique où elle interprète un extrait de Manon de Jules Massenet, rôle qu'elle aborde sur scène en 2004. À la fin du mois de mars 2003 elle réapparaît au Met. Au cours de l'été 2003, elle part donner un récital à Santa Fe. L'opéra de Santa Fe bouscule son calendrier des représentations pour l’accueillir dans La sonnambula,.
En 2004-2005, elle doit chanter Zerbinetta à l'opéra Bastille et participer à plusieurs concerts de musique baroque au théâtre des Champs-Élysées. Comme pour le Met quelques années auparavant, elle est contrainte d’annuler sa participation en raison d’un nouveau polype sur les cordes vocales et est remplacée par Lubov Petrova pour toute la série des représentations. Elle subit une nouvelle opération et entame une longue rééducation.

### Retour sur scène
Elle réapparaît finalement en concert à Montréal le 8 mai 2005. Ce retour s'accompagne d’une réorientation de son répertoire lyrique : bannissant les rôles qu’elle considère sans consistance (Gilda de Rigoletto par exemple) ou ceux dont elle ne veut plus (notamment la Reine de la Nuit et Olympia) au profit de personnages plus « tragiques », elle prend des positions tranchées concernant son métier et fustige les metteurs en scène qui ne lui donnent aucune matière à pétrir. Estimant qu’il ne lui reste environ qu’une dizaine d’années à chanter, elle doit faire des choix draconiens.[réf. nécessaire] Elle déclare également avoir découvert des exercices vocaux qui l'aident techniquement, en particulier celui du moïto pratiqué par Christa Ludwig ou Edita Gruberová.
Elle aborde un projet en images de synthèse avec incrustation des interprètes basé sur son enregistrement du conte lyrique Le Rossignol de Stravinsky, qui paraît en DVD. Elle aborde Manon de Jules Massenet au Grand Théâtre de Genève, Juliette de Roméo et Juliette de Charles Gounod au Met et reprend Lucia.
Ses nouveaux enregistrements la voient vocaliser sur le dernier album de Claude Nougaro (La Note bleue), réciter un conte pour enfants (La Boîte à joujoux de Claude Debussy), interpréter en création mondiale un Ave Maria de Philippe Rombi en prêtant sa voix à Diane Kruger sur la bande originale du film Joyeux Noël (2005) et chanter la Grande messe en ut mineur de Mozart.
En 2006, Natalie Dessay chante son unique Pamina dans La Flûte Enchantée à Santa Fe, Lucia di Lammermoor à Paris, puis, en 2007 La Fille du régiment à Londres et à Vienne avec Juan Diego Flórez dans une mise en scène de Laurent Pelly. À l'été, elle chante Manon à Barcelone aux côtés de Rolando Villazón.
Le 24 septembre 2007, elle fait l’ouverture de la saison du Met  dans une nouvelle production de Lucia di Lammermoor, diffusée en direct sur écran géant devant le Lincoln Center et sur Times Square. Plus tard dans la saison, elle est programmée dans le même opéra à San Francisco avant de revenir à New York pour La Fille du régiment (l’une des représentations est retransmise en direct dans le monde entier dans le cadre de l'opération « Metropolitan Opera : en direct et en haute définition »).
Janvier 2009 la retrouve dans une production de Pelléas et Mélisande de Claude Debussy au Theater an der Wien aux côtés de Laurent Naouri. Elle chante Amina de La sonnambula le 2 mars dans une nouvelle production du Met. La première de ce spectacle mis en scène par Mary Zimmerman est peu appréciée du public et de la critique en dépit des qualités vocales de la distribution. En été, elle aborde sa première Traviata à Santa Fe aux côtés de son mari dans le rôle de Germont, dans une mise en scène de Laurent Pelly. Fin octobre 2009, elle aborde son unique rôle puccinien, Musetta, dans La Bohème à  l'Opéra Bastille.
En janvier-février 2010, elle chante dans La sonnambula pour la première fois à Paris, mais, souffrante, elle déclare forfait à l'issue de l'acte I et le reste du spectacle est annulé, aucune "doublure" n'ayant été prévue par l'Opéra de Paris. Elle annule par la suite les deux dernières représentations de cette même production  et Hamlet au Met. Elle revient à la scène en avril pour sa dernière Sonnambula, dans la même production, au Wiener Staatsoper. À la fin de la dernière représentation, le 20 avril, elle reçoit le titre honorifique de Österreichische Kammersängerin. À l'été 2010, elle reprend La Fille du régiment à Londres, puis en juillet, donne un concert à Orange en compagnie du ténor Juan Diego Flórez avant de partir au Japon pour une reprise de La traviata.
Début 2011, elle chante pour la première fois le rôle de Cléopâtre dans Giulio Cesare de Haendel à l'opéra Garnier, avec Le Concert d'Astrée dirigé par Emmanuelle Haïm, avant de retourner au Met pour une reprise de Lucia di Lammermoor dont la dernière est retransmise en direct dans le monde entier. En avril, elle chante Pelléas et Mélisande en version de concert à Paris et à Londres et Lucia di Lammermoor en version de concert à Moscou. Elle chante sa première Traviata européenne au festival d'Aix-en-Provence dans une mise en scène de Jean-François Sivadier. Fin novembre 2011, elle enregistre son tout premier récital de mélodies avec le pianiste Philippe Cassard, constitué de mélodies de jeunesse de Debussy, dont plusieurs inédites, ainsi que la cantate La Damoiselle élue, programme avec lequel elle se produit à Montpellier, Paris, Toulouse, Genève et Londres.
En janvier 2012, elle chante le rôle de Manon à l'opéra Bastille. Sa prestation est diversement appréciée : Michel Parouty dans la revue Opéra de février 2012 note que « la voix […] a perdu de son brillant, le suraigu a durci, et quelque notes graves peinent à se faire entendre. » En novembre 2012, après une série de représentations de La Fille du régiment à l'opéra de Paris, éprouvante vocalement, elle annule sa participation aux Contes d'Hoffmann salle Pleyel, où elle devait enfin aborder le quadruple rôle féminin. Elle est remplacée par Sonya Yoncheva.
En février 2013, l'opéra de Paris annonce que la nouvelle production de I puritani de Bellini, originellement prévue pour le couple Dessay - Florez, se fera sans la soprano française. Elle est remplacée par Maria Agresta. Juan Diego Florez annule également et est remplacé par Dmitry Korchak. Elle annule également sa quadruple prise de rôles des Contes d'Hoffmann au Liceu de Barcelone, pour ne conserver que celui d'Antonia, tout comme à l'opéra de San Francisco en juin-juillet 2013.
En avril 2013, elle retourne au Met pour Giulio Cesare de Haendel. Après la première radiodiffusée du 4 avril, elle annule la seconde soirée. Danielle De Niese la remplace en Cleopatra. Natalie Dessay abandonne aussi le projet d’un Faust au Liceu, estimant ne pas avoir la voix adéquate pour chanter Marguerite, bien qu’ayant programmé l’« Air des bijoux » lors d’un concert caritatif parisien le 11 avril 2009.

### Réorientation de carrière
En octobre 2013, Natalie Dessay annonce que son rôle dans Manon de Massenet au Capitole de Toulouse serait son dernier en tant que cantatrice, et son « envie de continuer la scène autrement » par le théâtre ou la chanson ». Une des raisons qu'elle avance officiellement est que sa tessiture est dédiée à des rôles de jeunes filles dont elle n'a plus l'âge.
Le 20 octobre 2013, elle sort un album de reprises de chansons de Michel Legrand. L'année suivante, elle joue le rôle de Mme Emery dans le version scénique des Parapluies de Cherbourg au théâtre du Châtelet sous la direction du compositeur.
Du 25 août 2014 au 26 juin 2015, elle anime sur France Inter l'émission Classic avec Dessay, consacrée à la musique classique, du lundi au vendredi à 16 h.
En mai 2015, elle fait ses débuts de comédienne sur la scène du centre dramatique régional de Tours - théâtre Olympia dans Und de Howard Barker sous la direction de Jacques Vincey,.
En mars 2016, elle interprète le rôle de Fosca dans la comédie musicale Passion de Stephen Sondheim au théâtre du Châtelet. La même année, elle rejoint le label de musique Sony Classical.
Le 2 décembre 2016, elle sort un nouvel album Pictures of America inspiré des tableaux de l'artiste Edward Hopper.
Le 29 et le 30 mars 2018 elle interprète au Théâtre des Champs-Élysées le rôle principal de la pièce musicale Between yesterday and tomorrow composée par Michel Legrand.
Depuis 2012[réf. nécessaire], elle forme un duo exclusif avec le pianiste Philippe Cassard, donnant près de 100 récitals de mélodies et de lieder à travers le monde : San Francisco, Montréal, Moscou, Saint-Pétersbourg, Tokyo, Séoul, Budapest, Genève, Carnegie Hall de New York, Musikverein et Opéra de Vienne, Barbican et Wigmore Hall de Londres, théâtre des Champs-Élysées, Philharmonie de Paris, salle Gaveau et La Seine musicale à Paris, opéras de Lyon, Toulouse, Bordeaux, Bruxelles etc. Trois enregistrements témoignent de cette collaboration : mélodies françaises et Lieder de Schubert.
Elle interprète à l'automne 2021 le rôle d'Hilda dans la pièce de Marie NDiaye mis en scène par Élisabeth Chailloux créé aux Plateaux sauvages, fabrique artistique du 20e arrondissement de Paris et au Théâtre national de Strasbourg.
En 2019, elle enregistre un album hommage à Claude Nougaro en collaboration avec Yvan Cassar, Sur l'écran noir de mes nuits blanches, puis part en tournée en 2020. En mars 2023, elle donne à Montreux un concert exceptionnel, Nougaro d'hier, d'aujourd'hui et de demain, avec la Haute École de musique de Lausanne, toujours sous la direction d'Yvan Cassar.
Le 8 mars 2025, elle donne un concert exceptionnel dans le cadre du Week-end de la mélodie au Musée d'Orsay. Elle y interprète un hommage à Michel Legrand et à Claude Nougaro. Une fois de plus, elle est accompagnée par Yvan Cassar. 

### Engagements et vie privée
Natalie Dessay vit à La Varenne-Saint-Hilaire (Val-de-Marne) avec son mari, le baryton Laurent Naouri, et leurs deux enfants, Neïma, également cantatrice, et Tom.
Le 27 novembre 2015, elle participe à l'hommage national rendu aux victimes des attentats du 13 novembre 2015 en interprétant Perlimpinpin de Barbara, accompagnée au piano par Alexandre Tharaud.
Elle est ambassadrice de l'association humanitaire La Chaîne de l'espoir depuis décembre 2014 et s'est notamment rendue à Jaipur en Inde dans le cadre d'un programme d'aide aux enfants des quartiers pauvres.
Depuis 2020, elle est également ambassadrice de SOS Amitié.

## Théâtre
- 2015 : Und de Howard Barker, mis en scène par Jacques Vincey.
- 2018 : La Légende d'une vie de Stefan Zweig, mise en scène Christophe Lidon, Centre national de création d'Orléans, puis théâtre Montparnasse
- 2018 : Certaines n'avaient jamais vu la mer de Julie Otsuka, mise en scène Richard Brunel, Festival d'Avignon
- 2021 : Hilda de Marie NDiaye, mise en scène Élisabeth Chailloux, Les Plateaux Sauvages et Théâtre national de Strasbourg
- 2025 : Gypsy d'Arthur Laurents et Jule Styne, mise en scène Laurent Pelly, Cité de la musique - Philharmonie de Paris

## Filmographie
- 2011 : Jules César de François Roussillon : Cléopâtre
- 2012 : Traviata et nous de Philippe Béziat, documentaire sur la mise en scène de La Traviata par Jean-François Sivadier en 2011.

### Doublage
- 2018 : Dilili à Paris de Michel Ocelot : Emma Calvé
- 2014 : Rio 2 de Carlos Saldanha : Gabi

## Discographie

### CD
- Jean-Sébastien Bach : 
  - Cantates BWV 51, 82a, 199, Le Concert d'Astrée, Emmanuelle Haïm (dir.) - Virgin Classics, 2008
  - Magnificat + Haendel : Dixit Dominus, avec Philippe Jaroussky, Karine Deshayes, Laurent Naouri, Toby Spence, Le Concert d'Astrée, Emmanuelle Haïm (dir.) - Virgin Classics, 2007
- Vincenzo Bellini : La sonnambula, avec Carlo Colombara (en), Francesco Meli, Sara Mingardo, Jaël Azzaretti, Paul Gay, Gordon Gietz, Orchestre et chœurs de l'opéra de Lyon, Evelino Pidò (dir.) - Virgin Classics, 2007
- Johannes Brahms : Un requiem allemand, avec Ludovic Tézier, chœur de la Radio suédoise, Orchestre symphonique de la Radio de Francfort, Paavo Järvi (dir.) - Virgin Classics, 2011
- Claude Debussy : Clair de lune : Mélodies avec piano, avec Philippe Cassard - Virgin Classics, 2012
- Fiançailles pour rire, mélodies de Poulenc, Duparc, Chausson, Chabrier, Fauré, avec Philippe Cassard  - Erato, 2015
- Léo Delibes : Lakmé, avec Gregory Kunde, José van Dam, Delphine Haidan, Franck Leguerinel, Patricia Petibon, Xenia Konsek, Bernadette Antoine, Charles Burles, chœur et orchestre du Capitole de Toulouse, Michel Plasson (dir.) - EMI Classics, 1998
- Gaetano Donizetti : Lucie de Lammermoor, avec Roberto Alagna, Ludovic Tézier, Marc Laho, Nicolas Cavallier, Yves Saelens, chœur et orchestre de l’Opéra national de Lyon, Evelino Pidò (dir.) - Virgin Classics, 2002
- Une fête baroque, avec Philippe Jaroussky, Patricia Petibon, Rolando Villazón, Karine Deshayes, Anne Sofie von Otter, Sandrine Piau, Ann Hallenberg, Sara Mingardo, Marijana Mijanovic, Topi Lethipuu, Magali Léger, Sonia Yoncheva, Le Concert d'Astrée, Emmanuelle Haïm (dir.) - Virgin Classics, 2012 (enregistrement live du concert du 19 décembre 2011 au théâtre des Champs-Élysées)
- Georg Friedrich Haendel :
  - Alcina (Morgana), les Arts Florissants, William Christie (dir.) - Erato, Juin 1999
  - Cleopatra (airs de Giulio Cesare), Le Concert d'Astrée, Emmanuelle Haïm (dir.) - Virgin Classics, 2011
  - Delirio : Cantates italiennes, Le Concert d'Astrée, Emmanuelle Haïm (dir.) - Virgin Classics, 2005
  - Duos arcadiens, avec Laura Claycomb, Véronique Gens, Juanita Lascarro, Anna Maria Panzarella, Patricia Petibon, Le Concert d'Astrée, Emmanuelle Haïm (dir.) - Virgin Classics, 2002
  - Il trionfo del Tempo e del Disinganno, avec Ann Hallenberg, Sonia Prina, Pavol Breslik, Le Concert d'Astrée, Emmanuelle Haïm (dir.) - Virgin Classics, 2007
- Gustav Mahler : Symphonie n°2 « Résurrection », avec Alice Coote, Frankfurt Radio Symphony Orchestra, Paavo Järvi (dir.) - Virgin Classics, 2010
- Claudio Monteverdi : L'Orfeo, avec Ian Bostridge, Patrizia Ciofi, Alice Coote, Sonia Prina, Véronique Gens, Paul Agnew, European Voices, Les Sacqueboutiers, Le Concert d'Astrée, Emmanuelle Haïm (dir.) - Virgin Classics, 2004
- Wolfgang Amadeus Mozart : 
  - Airs de concert, orchestre de l'Opéra de Lyon, Theodor Guschlbauer (dir.) - EMI Classics, 1995 (premier récital, inspiré par celui enregistré par Edita Gruberová)
  - Héroïnes : Airs d’opéras, avec l’Orchestra of the Age of Enlightenment, Louis Langrée (dir.) - Virgin Classics, 2000
  - Messe en ut mineur, avec Véronique Gens, Topi Lehtipuu, Luca Pisaroni, Le Concert d'Astrée, Louis Langrée (dir.) - Virgin Classics, 2006
- Jacques Offenbach : Orphée aux Enfers, avec Laurent Naouri, Jean-Paul Fouchécourt, Yann Beuron, Ewa Podles, Patricia Petibon, Jennifer Smith, Véronique Gens, Steven Cole, Orchestre de chambre de Grenoble, Chœur et orchestre de l’Opéra de Lyon, Marc Minkowski (dir.) - EMI Classics, 1998
- Carl Orff : Carmina Burana, avec Thomas Hampson, Gérard Lesne, Orfeón Donostiarra, orchestre du Capitole de Toulouse, Michel Plasson (dir.) - EMI Classics, 1995
- Camille Saint-Saëns: La Nuit, choeur régional Vittoria d'Ile de France, Orchestre national d'Île-de-France, Jacques Mercier (dir.) - CD Adda 1990
- Franz Schubert : Lieder, avec Philippe Cassard (piano) - Sony, 2017
- Richard Strauss : Amor : Brentano-Lieder, scènes et airs d’Arabella, Ariadne auf Naxos, Der Rosenkavalier, avec Felicity Lott, Angelika Kirchschlager, Sophie Koch, Thomas Allen, Orchestra of the Royal Opera House, Antonio Pappano (dir.) - Virgin Classics, 2004
- Igor Stravinsky : Le Rossignol, avec Laurent Naouri, Marie McLaughlin, Violeta Urmana, Vsevolod Grivnov, chœur et orchestre de l’Opéra national de Paris, James Conlon (dir.) - EMI Classics, 1999

Divers
- Airs d'opéras français, orchestre de l'opéra de Monte-Carlo, Patrick Fournillier (dir.) - EMI Classics, 1996
- Vocalises de Rachmaninov, Alabiev, Saint-Saëns, Delibes, Ravel, Granados, Proch, Dell'acqua, Glière, J. Strauss II (fils) et le Berliner Symphonie-Orchester, Michael Schønwandt (dir.) - 1998.
- Airs d'opéras français (Thomas, Massenet, Rossini, Donizetti, Offenbach, Gounod et Boieldieu), orchestre national du Capitole de Toulouse Michel Plasson (dir.) - Virgin Classics, 2003
- Joyeux Noël, bande originale du film avec Rolando Villazón, chorale Scala, orchestre symphonique Bel Arte, London Symphony Orchestra Philippe Rombi (dir.) - Virgin Classics, 2005
- Le Miracle d'une voix - Ses grands rôles sur scène (double disque d'or) - Virgin Classics, 2006
- Airs d'opéras italiens (Bellini, Donizetti et Verdi), avec Roberto Alagna, Franck Ferrari, Matthew Rose, Karine Deshayes, Wolfgang Klose, Europäischer Kammerchor, Concerto Köln Evelino Pidò (dir.) - Virgin Classics, 2007
- Lamenti, avec Rolando Villazón, Joyce DiDonato, Patrizia Ciofi, Philippe Jaroussky, Laurent Naouri, Marie-Nicole Lemieux, Véronique Gens, Chrisopher Purves, Topi Lehtipuu, Simon Wall, Le Concert d'Astrée, Emmanuelle Haïm (dir.) -Virgin Classics, 2008
- Mad Scenes (Scènes de folie), compilation, extraits de Lucia di Lammermoor, Lucie de Lammermoor, I Puritani, Hamlet, Candide - Virgin Classics, 2009
- Fiction, avec le quatuor Ébène, Fanny Ardant, Luz Casal, Stacey Kent et Richard Héry - Virgin Classics, 2010
- Docteur Tom ou la Liberté en cavale, bande originale du conte musical de Franck Langolff avec Vanessa Paradis, Thomas Dutronc, etc. - 2010
- Entre elle et lui, chansons de Michel Legrand, avec Michel Legrand (piano et voix), Patricia Petibon, Laurent Naouri, Pierre Boussaguet, François Laizeau et Catherine Michel -Erato, 2013
- Rio Paris, avec Liat Cohen, Agnès Jaoui et Helena Noguerra - Erato, 2014
- Between Yesterday and Tomorrow, composé par Michel Legrand - Sony Classical, 2017
- Nougaro : Sur l'écran noir de mes nuits blanches, avec Yvan Cassar - Sony Classical, 2019

### DVD
- Vincenzo Bellini : La sonnambula, avec Juan Diego Flórez, Michele Pertusi, Jennifer Black, Jane Bunnell, Jeremy Gaylon, Evelino Pidò (dir.), Metropolitan Opera - Decca, mars 2009
- Claude Debussy : Pelléas et Mélisande, avec Stéphane Degout, Laurent Naouri, Philip Ens, Marie-Nicole Lemieux, Theater Ann der Wien, Bertrand de Billy (dir.) - Virgin Classics, janvier 2009
- Gaetano Donizetti : La Fille du Régiment, avec Juan Diego Flórez, Alessandro Corbelli, Felicity Palmer, Donald Maxwell, Royal Opera House, Bruno Campanella (dir.) - Virgin Classics, janvier 2007
- Georg Friedrich Haendel : Giulio Cesare, avec Lawrence Zazzo, Isabel Leonard, Varduhi Abrahamyan, Christophe Dumaux, Nathan Berg, Dominique Visse, Aimery Lefèvre, Le Concert d'Astrée, Opéra de Paris, Emmanuelle Haïm (dir.), Laurent Pelly (mes) - Virgin Classics, 2012
- Jules Massenet : Manon, avec Rolando Villazón, Manuel Lanza, Samuel Ramey, Gran Teatre del Liceu, Victor Pablo Pérez (dir.) - Virgin Classics,
- Jacques Offenbach : 
  - Les Contes d'Hoffman, avec Daniel Galvez-Vallejo, José van Dam, Barbara Hendricks, Opéra de Lyon, Kent Nagano (dir.) - Image Entertainment, 1993
  - Orphée aux Enfers, avec Laurent Naouri, Yann Beuron, Jean-Paul Fouchécourt, Opéra de Lyon, Marc Minkowski (dir.) - TDK, 1997
- Richard Strauss : 
  - Arabella, avec Kiri Te Kanawa, Helga Dernesch, Wolfgang Brendel, Donald McIntyre, Metropolitan Opera, Christian Thielemann (dir.) - Deutsche Grammophon, 1994
  - Ariadne auf Naxos, avec Deborah Voigt, Richard Margison, Susanne Mentzer, Wolfgang Brendel, Nathan Gunn, Metropolitan Opera, James Levine (dir.) - Virgin Classics, avril 2003
- Igor Stravinsky : Le Rossignol, avec Laurent Naouri, Albert Schagidullin, Vsevolod Grivnov, Violeta Urmana, chœur et orchestre l’Opéra national de Paris, James Conlon (dir.), Christian Chaudet (réal.) - Virgin Classics, 2005
- Ambroise Thomas : Hamlet, avec Simon Keenlyside, Béatrice Uria-Monzon, Gran Teatre del Liceu - EMI Classics, 2003
- Giuseppe Verdi : La traviata, avec Ludovic Tézier, Charles Castronovo, Adelina Scarabelli, Silvia de La Muela, Manuel Nunez Camelino, Kostas Smoriginas, Andrea Mastroni, Maurizio Lo Piccolo, Estonian Philharmonic Chamber Choir, London Symphony Orchestra, Louis Langrée (dir.), Jean-François Sivadier (mes) - Virgin Classics, 2012 (enregistré en juillet 2011 au Festival d’Aix-en-Provence)

Divers
- Le Miracle d'une voix - Ses grands rôles sur scène (DVD de Platine) - Virgin Classics, 2006
- Fiction, Live at the Folies Bergère 2010, avec le quatuor Ébène, Stacey Kent, Richard Héry, Jim Tomlison - Virgin Classics, 2011

## Distinctions
- Officière de la Légion d'honneur 2021[35] ; chevalière en 2011[35]
- Premier prix du concours Voix nouvelles 1988
- Artiste lyrique de l'année aux Victoires de la musique classique 1995, 1996, 1998, 2000, 2002 et 2005[3]
- prix Laurence Olivier 2008 pour son interprétation de Marie dans La Fille du régiment à Covent Garden en février 2007[3]
- Opera News Awards 2008[36]
- Prix in honorem pour l'ensemble de sa carrière de l'académie Charles-Cros 2008 [37]
- Nommée Österreichische Kammersängerin à Vienne le 20 avril 2010, après une représentation de La Sonnambula (sa dernière)[18]
- Prix Grand Siècle Laurent-Perrier 2011 pour avoir eu « l'aspiration de mettre son art à la portée de tous »[38].

## Hommages
- (33345) Nataliedessay, astéroïde nommé en son honneur.